# Крістіан Марін
Крістіан Марен (фр. Christian Marin; 8 лютого 1929, Ліон — 5 вересня 2012, Париж) — французький актор і комік.

## Біографія
Крістіан Марен народився 8 лютого 1929 року у Ліоні. Найбільш відомий за роль дивакуватого жандарма Альбера Мерло в серії фільмів 1960-х років про сержанта Людовіка Крюшо з Луї де Фюнесом у головній ролі.
Був одружений з Монік майже 60 років, до своєї кончини. Про дружину Марен говорив, що вона кохання та надія всього його життя. У подружжя четверо дітей та вісім онуків.
Крістіан Марен помер вранці в середу 5 вересня 2012 року в паризькій лікарні у 83-річному віці.

## Фільмографія
- 1961 — Капітан Фракасс
- 1963 — Пік-Пік / Pouic-Pouic
- 1964 — Жандарм із Сан-Тропе
- 1965 — Пісня світу
- 1965 — Жандарм у Нью-Йорку
- 1968 — Жандарм одружується
- 2012 — Мрець, що говорить